# イザナキ (小惑星)
イザナキ (10209 Izanaki) は、小惑星帯の小惑星である。清水義定と浦田武が和歌山県の那智勝浦観測所において発見した。
名前は日本神話における神、イザナキノミコトに由来する。